# Warpath: Jurassic Park
 (décembre 2023).
Warpath: Jurassic Park est un jeu vidéo de combat développé par DreamWorks Interactive et Black Ops Entertainment, puis édité par Electronic Arts sur PlayStation, qui s'inspire des deux premiers films de la saga Jurassic Park. Il est sorti en 1999 en Europe et le 31 octobre 1999 en Amérique du Nord.

## Trame et mode de jeu
Le jeu s'axe autour de combats entre les différents dinosaures du jeu dont certains n'apparaissent pas dans les deux premiers films. Le jeu peut se jouer de un à deux joueur(s) ou contre le processeur du jeu. 
Le jeu consiste à incarner un dinosaure, parmi les huit de base, et de le faire combattre une série définie des autres espèces pour pouvoir débloquer un nouveau dinosaure. Les deux adversaires combattent dans une des différentes arènes fermées du jeu, qui sont pour la plupart des lieux de certains passages clés des films, dans lesquelles l'un des deux (le dinosaure incarné par le joueur et celui par l'ordinateur) doit battre l'autre en moins d'une minute. Chaque combat se déroule en deux rounds, s'il y a égalité, un troisième a lieu.

## Système de jeu
Chaque dinosaure a des attaques différentes selon son espèce, l'Ankylosaure attaquera avec sa queue tandis que le Tyrannosaure donnera des coups de mâchoire. Le dinosaure incarné par le joueur peut aussi attraper son adversaire pour lui infliger des dégâts avant de l'envoyer à un autre bout de l'arène, et peut lui sauter dessus alors qu'il est à terre pour lui infliger des coups supplémentaires (à ne pas confondre avec les coups normaux qu'il est possible de lui affliger lorsqu'il est à terre). Il peut aussi le pousser sur les côtés ou le faire tomber au sol sur place devant lui. 
Dans l'arène, il y a des objets et des éléments du décor qui peuvent blesser l'adversaire si celui-ci est projeté sur ces derniers (ex : des caisses, des rochers ou des bidons explosifs). Le joueur peut aussi bloquer les coups de son adversaire. Le joueur peut remplir une barre de rage, en attaquant l'adversaire ou en appuyant sur une touche qui, une fois remplie, lui donne une puissance augmentée temporairement. Dans l'arène, durant le combat, des animaux ou des créatures peuvent se balader sur le terrain au risque de se faire écraser, mais peuvent être attrapés et mangés pour redonner un peu de santé au joueur comme à l'adversaire (ex : Compsognathus, chèvres, humains, chiens).
Note : Lorsque le joueur ou l'adversaire reçoit des coups, les parties touchées se recouvrent de sang et de blessures qui disparaissent presque lors du round suivant. Il est aussi possible de retirer cet élément via les options du jeu.

## Mode des combats
Il existe plusieurs modes de combats dans le jeu :
Le mode Arcade : Il s'agit du mode principal du jeu et du mode qui permet de débloquer les dinosaures déblocables du jeu. Le joueur affronter une série de huit dinosaures aléatoire du jeu à travers 8 combats. C'est ce mode qui a une limite de temps et une limite de tour, avec un nombre de deux rounds (plus un si égalité) à terminer en moins d'une minute environ. Le nombre de rounds et le temps peuvent cependant être modifiés dans les options.
À chaque fin de série de combats, le générique du jeu apparait, générique qu'il est possible de passer. Enfin, lorsque le joueur termine à 100 % ce mode, il est récompensé par une séquence FMV d'une publicité promotionnelle pour l'attraction Jurassic Park The Ride du Studio Universal à Orlando.
Le mode Duel (versus) : Il s'agit du mode permettant au joueur de se mesurer à un autre joueur (réel). Les arènes et dinosaures peuvent être librement choisis. Note : si les deux joueurs choisissent la même espèce, le dinosaure d'un des deux joueurs change de couleurs afin qu'ils puissent être reconnus. 
Le mode Choix (choice) : Il s'agit d'un mode identique à celui du Versus, à la différence que le joueur affronte le processeur du jeu et non un joueur réel.
Le mode Exercice (pratice) : Il s'agit d'une simulation d'entrainement afin de maitriser les commande du jeu. Le joueur peut essayer différents mouvements d'attaque et de défense ainsi que de s'entraîner contre n'importe quel dinosaure. Bien que l'adversaire puisse également attaquer, le joueur ne meurt pas.
Le mode Survie (survival) : Il s'agit d'un mode où le joueur est confronté à un nombre infini de dinosaures. Une petite quantité de santé est redonnée au joueur à la fin de chaque combat. Le but de ce mode est de vaincre autant de dinosaures que possible jusqu'à ce que la jauge de santé du joueur soit épuisée. 
Le mode Equipe (team) : Il s'agit d'un mode où le joueur compose une équipe de quatre dinosaures de son choix et combat une équipe de dinosaures adverse jusqu'à ce que tous les dinosaures de l'une ou l'autre équipe soient éliminés.

## Liste des espèces
Il y a en tout quatorze espèces de dinosaure et quatorze arènes, chaque dinosaure est spécifié à une arène. Toutefois, le joueur peut aussi choisir en mode libre l'arène de son choix avec n'importe quel adversaire qu'il aura choisi. Chaque combat commence par une rapide cinématique où le dinosaure apparaît et se place devant celui incarné par le joueur (si le dinosaure ennemi est dans son arène spécifique). La plupart des arènes sont des lieux apparaissant dans les deux premiers films. Chaque espèce possède trois skins différents, dont celui de base.
En mode Arcade, les dinosaures se débloquent toujours dans le même ordre et le dinosaure que l'on débloque est toujours le même dinosaure final, le huitième, de chaque série de combats. Le joueur débloque un nouveau dinosaure toutes les deux séries de combats. Le combat contre le huitième dinosaure, celui que l'on débloque, peut aléatoirement se faire dans n'importe quelle arène au lieu de celle spécifique du dinosaure à débloquer en question et une cinématique différente ouvre le combat, qui montre davantage brièvement l'arène que le dinosaure ennemi en question.
Les espèces et leurs arènes (dans l'ordre de déblocage) sont les suivantes :
Dinosaures de base
- L'Acrocanthosaurus (Acro) : se combat dans l'arène de la station-essence 76 du deuxième film (76 Station).
- Le Giganotosaure (Giga) : se combat dans l'arène de l'enclos du T-rex du premier film (Paddock).
- Le (Mega)raptor/Megaraptor (Raptor) : se combat dans l'arène de l'enclos des raptors du premier film (Raptor Pen).
- Le Tyrannosaure (T-rex) : se combat dans l'arène du paquebot Venture, qui ramène le tyrannosaure sur le continent, du deuxième film (Freighter Deck).
- Le Stygimoloch (Stygi) : se combat dans l'arène du laboratoire du site B du deuxième film (Site B Lab).
- Le Suchomimus (Sucho) : se combat dans l'arène des portes d’entrée du parc du premier film (Tribal Gate/Park Gate).
- L'Ankylosaure (Anky) : se combat dans l'arène du centre des visiteurs du premier film (Visitor Center).
- Le Styracosaure (Styrac) : se combat dans l'arène de la piste atterrissage d'hélicoptère (Héliport) du premier film (Helipad).

Déblocables
- Le Carcharodontosaure (Carcha) : se combat dans l'arène de l'intérieur de l'enclos du tyrannosaure avec la voiture dans l'arbre du premier film (Jungle Bassin).
- Le Pachycéphalosaure (Pachy) : se combat dans l'arène des montagnes (Lost Valley, arène inédite).
- Le Spinosaure (Spino) : se combat dans l'arène du laboratoire d'Ingen du premier film (Embryo Lab).
- Le Cryolophosaure (Cryo) : se combat dans l'arène de la vallée perdue (Mountainside, arène inédite).
- Le Tricératops (Trike): se combat dans l'arène du camp des chasseurs du deuxième film (Hunter-Camp).
- L'Albertosaure (Alberto) : se combat dans l'arène du parc des Studios Universal, près de l'attraction Jurassic Park : The Ride (clins d’œil).

Dinosaure non-jouables
- Compsognathus : Créatures de décors qui apparait dans certaines arènes lors des combats.
- Stégosaurus : Visible dans l'écran des options audio du jeu. Devait être à la base un dinosaure jouable, mais finalement coupé du jeu.
- Brachiosaurus : Seulement entendu dans le menu principal et dans l'arène de l'héliport du Styracosaurus du jeu.
- Psittacosaurus : Seulement entendu dans l'arène des portes d'entrée du parc du Suchomimus.
- Parasaurolophus : N'apparait qu'en peinture d'arrière-plan dans l'arène du centre des visiteurs de l'Ankylosaure. Le Carcharodontosaurus possède néanmoins une peau alternative reprenant le skin principal de l'animal dans la franchise.

## Le musée
Le musée est l'endroit où le joueur peut obtenir des informations sur les dinosaures et voir les différents skins qu'ils peuvent arborer. Il fait ainsi office de mode semi-éducatif. Comme informations, le joueur peut savoir et entendre la famille du dinosaure, son temps d'existence, changer sa peau ou entendre la prononciation du nom du dinosaure.

## Accueil
À sa sortie, le jeu a reçu des critiques généralement mitigées de la part des critiques et des revues spécialisées. L'agrégateur GameRankings lui a ainsi donné, par exemple, un score de 57,36 %.
Le site AllGame a fait l'éloge des animations de dinosaures du jeu et de la plupart de ses conceptions de niveaux interactifs pour leur ressemblance avec les lieux présentés dans les films, mais a critiqué les autres niveaux pour leurs « textures de construction fades et arrière-plans précipités ». Le gameplay était aussi selon le site « carrément lent » et a considéré la musique comme « trop basse et sans émotion », et a estimé que les cinématiques pour chaque dinosaure « auraient été un plus pour la sensation générale du jeu et la valeur de relecture ».
Le site web spécialisé GameSpot a, lui aussi, également fait l'éloge des dinosaures, mais a critiqué les niveaux d'arènes : « Les surfaces se déforment et la distorsion abonde alors que la PlayStation lutte pour garder toute cette géométrie sous contrôle ». En outre, lui et IGN ont comparé le jeu à celui de Primal Rage, sorti en 1994.
IGN a aussi critiqué les dinosaures pour leur manque de réalité en termes de taille : « Le T-Rex est un nain, tandis que les raptors sont devenus des méga-raptors à peu près de la même taille que la bête qui a mordu les raptors réguliers de moitié dans le film. » en plus également critiqué l'IA du jeu , la mauvaise détection des collisions et a noté que chaque dinosaure jouait de la même manière. Cependant, IGN a fait l'éloge des graphismes et des niveaux du jeu.
GamePro a critiqué les « motifs de boutons complexes » du jeu, en écrivant : « Au moment où vous maîtriserez les combos, vous serez d'humeur à jouer à autre chose », mais a fait l'éloge des graphismes et du son. 
Game Informer a écrit : "Graphiquement, ce n'est pas un mauvais jeu. Malheureusement, le concept laisse beaucoup à désirer".
Adam Pavlacka, pour le magazine Next Generation, a passé en revue le jeu et a écrit que « L'histoire a montré que la licence de Jurassic Park annonce la mort pour n'importe quel jeu qu'elle touche et Warpath ne fait pas exception ».
Côté joueurs, le jeu s'est fait mieux accueillir et est même devenu un des jeux Jurassic Park les plus connus, beaucoup le considérant comme un classique au même titre que le jeu Le Monde perdu : Jurassic Park, sorti en 1997 sur Playstation et PSX.

## Autour du jeu

### Inexactitudes
- Le jeu étant sorti avant les récentes découvertes scientifiques des années 2000, le Spinosaurus est très inexact en termes d'apparence. Le Spinosaurus a une apparence d'allosauridé et de carnosaure générique typique des années 1900, uniquement avec une voile et est nettement plus petit qu'il ne l'était dans la vraie vie. Il est semblable à la plupart des représentations des livres de cette période. Le film Jurassic Park 3, sorti seulement trois ans plus tard, présentera une apparence radicalement différente, désormais globalement obsolète aussi, mais néanmoins plus proche qu'il ne l'était dans la réalité.

- Le Giganotosaurus a été orthographié à tort "Giganot-a-saurus" dans le Musée. Le présentateur prononce aussi mal son nom en "Giganosaure".
- L'Albertosaurus est aussi appelé Gorgosaurus dans le musée alors qu'il s'agit de deux genres distincts de dinosaures.
- Le Cryolophosaurus est montré comme effectuant des attaques avec sa crête, cependant, cette dernière était trop fragile pour effectuer de telles attaques et se serait brisée au premier coup.[réf. nécessaire]
- Dans le jeu, l'animal associé au raptor est confus. Premièrement, dans le jeu, l'animal est voulu comme étant le genre Megaraptor, un membre des Maniraptora, un clade assez éloigné des Dromaeosauridé malgré le nom. Cette espèce avait été choisie pour justifier le fait que le raptor du jeu soit presque aussi grand que les autres théropodes du jeu, car cette espèce était considérée à l'époque comme un parent de grande taille des espèces de Dromaeosauridé. Cependant, dans le musée, l'animal est mal orthographié en "Mega raptor", le mot "Mega" et "raptor" étant séparés, insinuant que l'animal n'est qu'un Vélociraptor géant. De plus, lors des combats, l'animal est simplement désigné sur le pseudonyme de "raptor". Dans tous les cas, le Vélociraptor est mentionné dans le musée et apparaît sur les peintures murales d'arrière plan de l'arène du centre d'accueil des visiteurs.
- Pour une raison inconnue, tous les carnivores ont seulement deux doigts comme le T-rex.
- L'Ankylosaure ressemble davantage à un Euplocephalus qu'il ne l'était dans la réalité.

### Autres
- Beaucoup de dinosaures du jeu réutilisent des ensembles de mouvements d'autres dinosaures. Seuls le Suchomimus et l'Ankylosaurus ont leurs propres mouvements à eux. Le Styracosaurus reprend aussi les bruits du Stégosaure des menus du jeu.
- Le skin alternatif bleu du T-rex dans le jeu est basé sur une affiche promotionnelle pour le film Le Monde perdu : Jurassic Park (1997). Le skin vert du même animal fait référence au T-rex mâle du même film.
- Le Suchomimus est le plus grand dinosaure du jeu et fait probablement la taille réelle du Spinosaurus dans la vraie vie. Aussi, si le Spinosaurus et le Megaraptor utilisent la touche carrée et X en même temps face à ce dinosaure, ils sauteront sur son dos en raison de sa grande taille.
- Fait intéressant, le Spinosaurus, Stygimoloch, et Giganotosaurus apparaissent pour la première fois tous dans la franchise dans ce jeu avant leur apparition au cinéma dans la saga cinématographique, respectivement dans le troisième, le cinquième et sixième film. L'Ankylosaure apparait aussi dans ce jeu avant son apparition dans le troisième film, bien qu'il fût déjà apparu dans le premier jeu Jurassic Park sur Arcade.

- Le jeu est sorti le 31 octobre en Amérique, soit en même temps qu'Halloween.